# 34251 Rohanmehrotra
34251 Rohanmehrotra este o planetă minoră (asteroid) din centura de asteroizi. A fost descoperită pe 24 august 2000 la Experimental Test Site⁠(d) de Lincoln Near-Earth Asteroid Research. 
Obiectul prezintă o orbită caracterizată de o semiaxă mare de 2,5460089 UAi, o excentricitate de 0,02, o înclinație de 3,46344 ° în raport cu ecliptica.